# Сальський провулок
Са́льський прову́лок — зниклий провулок, що існував у Дніпровському районі міста Києва, місцевість Микільська слобідка. Пролягав від Каховської до Челябінської вулиці.

## Історія
Виник у середині XX століття під назвою Нова вулиця. Назву Сальський провулок набув 1955 року. Ліквідований 1977 року в зв'язку зі знесенням старої забудови Микільської слобідки.